# ヘレン・チャンドラー
ヘレン・チャンドラー（Helen Chandler、1906年2月1日 - 1965年4月30日）は、アメリカ合衆国の女優。

## 出演作品
- 人生の高度計
- 北海の漁火
- 最後の偵察
- あけぼの
- 魔人ドラキュラ（ミナ）
- 最敬礼
- ツェッペリン倫敦襲撃